# Хореше
Хореше или Хорша (на гръцки: Χώρασα, Хораса) е обезлюдено село в Гърция, в дем Кавала.

## География
Селото е разположено в източната част на Урвил на 660 m надморска височина, северно от Кавала, на 2 km южно от Корита (Корифес).

## История

### В Османската империя
В началото на XX век Хореше е турско селище в Кавалската кааза на Османската империя. Съгласно статистиката на Васил Кънчов („Македония. Етнография и статистика“) към 1900 година в Хореше (Хорша) живеят 400 турци.

### В Гърция
След Междусъюзническата война в 1913 година селото попада в Гърция. В 1923 година жителите на Хореше са изселени в Турция по силата на Лозанския договор и на тяхно място са заселени гърци бежанци. До 1928 година в Хореше са заселени 40 гръцки семейства със 152 души – бежанци от Турция. Българска статистика от 1941 година показва 85 жители. Селото се разпада по време на Гражданската война в Гърция (1946 – 1949), като след края ѝ поради лошите условия за живот не е възстановено.
| Година    | 1913 | 1920 | 1928 | 1940 | 1951 | 1961 | 1971 | 1981 | 1991 | 2001 | 2011 | 2021 |
| --------- | ---- | ---- | ---- | ---- | ---- | ---- | ---- | ---- | ---- | ---- | ---- | ---- |
| Население | 344  | 304  | 122  | 111  |      |      |      |      |      |      |      |      |